# Heinz Illigner
Heinz Illigner (* 31. Januar 1914 in Leipzig; † 22. Juli 1986) war ein deutscher Jurist, Politiker (FDP) und für Bremerhaven Mitglied der Bremischen Bürgerschaft. 

## Biografie
Illigner studierte nach an einem Reformgymnasium absolvierten Abitur Rechtswissenschaften an der Universität Leipzig, wo er 1937 sein Erstes Staatsexamen machte. Von 1937 bis 1945 leistete er Wehr- und Kriegsdienst, zuletzt als Hauptmann und Abteilungskommandierender der Panzernachrichtenabteilung 79. Das Zweite Staatsexamen erfolgte 1949 in Hamburg. Er wurde zum Dr. jur. promoviert. Von 1949 bis 1958 war er Staatsanwalt in Bremen und Bremerhaven.
Er wurde Mitglied der FDP (1954) und Kreisvorsitzender in Bremerhaven. Von 1955 bis 1958 und ab 1975 war er Stadtverordneter in Bremerhaven, von 1958 bis 1975 dort Stadtrat im Magistrat. Von 1975 bis 1979 war er Mitglied der 9. und 10. Bremischen Bürgerschaft sowie Mitglied verschiedener Deputation. Ihm folgte nach seinem vorzeitigen gesundheitsbedingten Ausscheiden Harald Neujahr (FDP).
Illigner war evangelisch-reformiert, verheiratet und hatte zwei Kinder.